# Беркидда
Беркидда (итал. Berchidda) —  коммуна в Италии, располагается в регионе Сардиния, подчиняется административному центру Сассари.
Население составляет 2 690 человек (30-6-2019), плотность населения составляет 13,32 чел./км². Занимает площадь 201,88 км². Почтовый индекс — 7022. Телефонный код — 079.
Покровителем населённого пункта считается святой Себастьян. Праздник ежегодно празднуется 20 января.

## Примечание
1. ↑  Statistiche demografiche ISTAT. demo.istat.it. Дата обращения: 27 ноября 2019. Архивировано из оригинала 24 июля 2019 года.